# Anthrenus flavipes
Espèce
Anthrenus flavipes est une espèce de coléoptères de la famille des Dermestidae. Elle a une distribution cosmopolite, vivant dans le monde entier, mais est plus active dans les climats chauds. C'est un ravageur qui endommage les matériaux ménagers tels que les textiles.

## Description

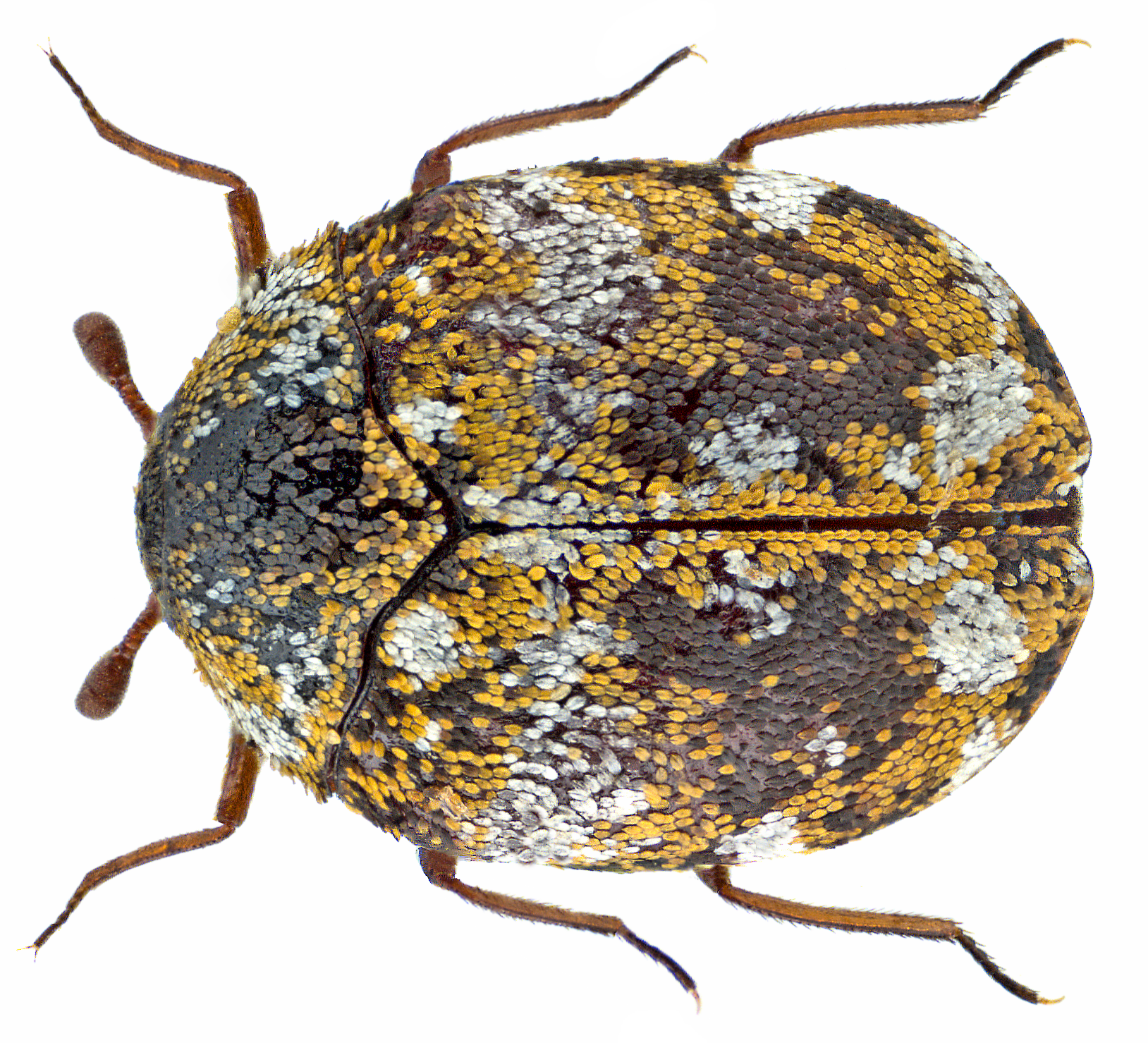
Imago.

Ce coléoptère mesure de 2 à 3,5 mm de long et est de forme ronde. Il est noir avec des motifs variables de marbrures blanches et jaunes. Ses pattes sont couvertes d'écailles jaunes. Il ressemble aux autres anthrènes des tapis, mais ses minuscules écailles corporelles sont arrondies ou ovales, tandis que celles des autres anthrènes sont plus longues et plus étroites. Chacune de ses antennes se termine par une massue.
Au cours de sa vie adulte de 30 à 60 jours, la femelle pond jusqu'à 100 œufs blancs. Ces œufs sont visibles mais mesurent moins d'un millimètre de long. Les larves émergent en une à trois semaines. Cette larve est ovale ou « en forme de carotte » et mesure environ 5 mm de long à son stade final. Elle varie en couleur selon son régime alimentaire et est recouverte de longs poils bruns. La larve de cette espèce se distingue de celle de son parent, l'anthrène des tapis (Anthrenus scrophulariae), par la présence à l'extrémité postérieure d'un faisceau de poils qui vibre constamment. Ce faisceau, situé juste au-dessus de l'anus, est appelé organe supra-anal. Tous les stades de la larve possèdent cet organe, avec un nombre spécifique de poils à chaque stade. La vibration de l'organe est une adaptation antiprédatrice qui aide à repousser les prédateurs tels que les pseudoscorpions (Chelifer sp.) et la guêpe parasitoïde Laelius pedatus (en).
Après avoir progressé de six à trente stades en deux à trois mois, la larve se nymphose pendant deux ou trois semaines.

## Biologie

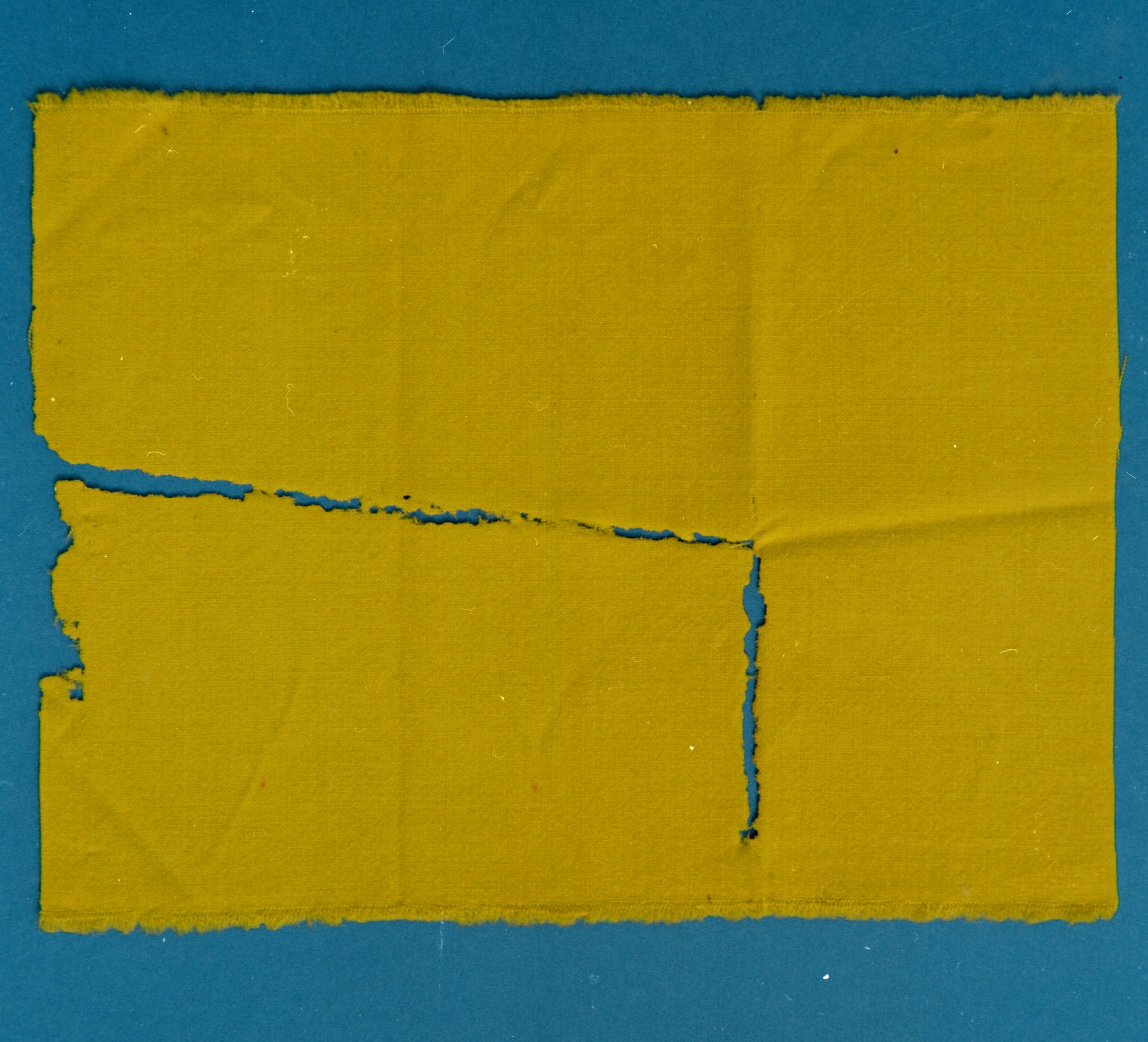
Dommages à un tissu.

### Reproduction
Le comportement sexuel de l'espèce comprend une « posture caractéristique sur la tête » adoptée par la femelle lorsqu'elle libère sa phéromone sexuelle, qui a été identifiée comme étant l'acide (Z)-3-décénoïque (en).

### Alimentation et impacts
Ce coléoptère est plus commun dans les régions chaudes, mais il peut habiter des bâtiments chauffés dans des zones plus fraîches. L'adulte se nourrit de pollen et de nectar, souvent sur des plantes de la famille du persil. La larve est responsable des dégâts qui font la notoriété de l'espèce. Elle peut digérer la kératine et son régime alimentaire est composé en grande partie d'une variété de tissus animaux et de produits fabriqués à partir de ceux-ci. Elle se nourrit de poils et de fourrure, de cornes, de soie, de laine, de soies, de plumes, de peau, d'os et d'écaille de tortue. Dans la nature, elles vivent et se nourrissent dans les nids d'oiseaux, de rongeurs, d'insectes et d'araignées. Cette espèce attaque également facilement les matériaux végétaux et synthétiques s'ils intègrent des fibres animales ou sont tachés de sang, d'excréments ou d'huiles d'origine animale. Elle endommage considérablement les meubles rembourrés, les tapis et les tissus de coton, de lin, de rayonne et de fibres de jute.
C'est aussi un ravageur des musées et des collections lorsqu'il s'attaque à des spécimens biologiques comme les insectes séchés et les animaux naturalisés. Dans les bibliothèques et les archives, il consomme des matériaux dérivés du cuir et des peaux, tels que les  reliures des livres et le parchemin.
La larve a aussi été observée en train de se nourrir de moisissure, de fromage sec et de caséine, et elle peut endommager le bois et le carton.

## Traitement
Les infestations dans la maison peuvent être identifiées par la présence de larves, les cuticules de leurs mues et leurs dégâts, qui peuvent être évidents. Les minuscules adultes sont présents pendant les mois les plus chauds. Les meubles et autres objets sensibles doivent être aspirés pour enlever les poils et les fibres lâches. Certains objets nécessitent un nettoyage à la vapeur ou un nettoyage à sec. Les matériaux doivent être protégées des huiles animales. Les fourrures peuvent être conservées dans un entrepôt frigorifique et les spécimens de musée peuvent être congelés. Un insecticide est parfois utilisé, principalement autour des tapis et moquettes, sous forme de poussière comme la terre de diatomées ou l'aérogel de silice, sous forme de spray ou en émulsion. La fumigation est utilisée dans les cas graves. Il a été noté que les boules de naphtaline sont inefficaces.